# چنگوار
چنگوار (به لاتین: Chinguar) یک منطقهٔ مسکونی در آنگولا است که در استان بیه واقع شده‌است. چنگوار ۲٬۸۷۹ کیلومتر مربع مساحت و ۱۲۹٬۳۷۰ نفر جمعیت دارد.